# Campeonato Mundial de Esqui Estilo Livre de 2023 - Ski cross masculino
A prova do Ski cross masculino do Campeonato Mundial de Esqui Estilo Livre de 2023 ocorreu entre os dias 24 a 26 de fevereiro, em Bakuriani, na Geórgia.

## Medalhistas
| Ouro                   | Prata                   | Bronze            |
| Simone Deromedis (ITA) | Florian Wilmsmann (GER) | Erik Mobärg (SWE) |

## Resultados

### Qualificação
Um total de 40 esquiadores de 14 nacionalidades participaram da competição. Os 32 melhores avançaram para a fase eliminatória.
| Colocação | Bib | Nome                      | Nacionalidade  | Tempo   | Notas |
| --------- | --- | ------------------------- | -------------- | ------- | ----- |
| 1         | 31  | Satoshi Furuno            | Japão          | 1:20.31 | Q     |
| 2         | 14  | David Mobärg              | Suécia         | 1:20.39 | Q     |
| 3         | 20  | Jared Schmidt             | Canadá         | 1:20.44 | Q     |
| 4         | 10  | Simone Deromedis          | Itália         | 1:20.47 | Q     |
| 5         | 21  | Dominik Zuech             | Itália         | 1:20.55 | Q     |
| 6         | 9   | Florian Wilmsmann         | Alemanha       | 1:20.60 | Q     |
| 7         | 2   | Bastien Midol             | França         | 1:20.66 | Q     |
| 8         | 22  | Federico Tomasoni         | Itália         | 1:20.74 | Q     |
| 9         | 18  | Tristan Takats            | Áustria        | 1:20.88 | Q     |
| 10        | 28  | Robert Winkler            | Áustria        | 1:21.01 | Q     |
| 11        | 17  | Joos Berry                | Suíça          | 1:21.23 | Q     |
| 12        | 24  | Johannes Aujeski          | Áustria        | 1:21.31 | Q     |
| 13        | 7   | Oliver Davies             | Grã-Bretanha   | 1:21.31 | Q     |
| 14        | 15  | Erik Mobärg               | Suécia         | 1:21.34 | Q     |
| 15        | 11  | Youri Duplessis Kergomard | França         | 1:21.35 | Q     |
| 16        | 6   | Tim Hronek                | Alemanha       | 1:21.43 | Q     |
| 17        | 5   | Reece Howden              | Canadá         | 1:21.43 | Q     |
| 18        | 8   | Jonas Lenherr             | Suíça          | 1:21.47 | Q     |
| 19        | 27  | Morgan Guipponi Barfety   | França         | 1:21.50 | Q     |
| 20        | 26  | Christopher Del Bosco     | Estados Unidos | 1:21.50 | Q     |
| 21        | 13  | Ryo Sugai                 | Japão          | 1:21.50 | Q     |
| 22        | 12  | Niklas Bachsleitner       | Alemanha       | 1:21.62 | Q     |
| 23        | 4   | Marc Bischofberger        | Suíça          | 1:21.63 | Q     |
| 24        | 23  | Daniel Bohnacker          | Alemanha       | 1:21.84 | Q     |
| 25        | 30  | Jonathan Midol            | França         | 1:25.38 | Q     |
| 26        | 29  | Edoardo Zorzi             | Itália         | 1:22.14 | Q     |
| 27        | 32  | Ryuto Kobayashi           | Japão          | 1:22.56 | Q     |
| 28        | 34  | Fredrik Nilsson           | Suécia         | 1:22.79 | Q     |
| 29        | 16  | Kevin Drury               | Estados Unidos | 1:23.01 | Q     |
| 30        | 3   | Mathias Graf              | Áustria        | 1:23.07 | Q     |
| 31        | 1   | Brady Leman               | Canadá         | 1:23.10 | Q     |
| 32        | 36  | Davit Tediashvili         | Geórgia        | 1:23.32 | Q     |
| 33        | 37  | Daniel Paulus             | Chéquia        | 1:23.33 |       |
| 34        | 19  | Tyler Wallasch            | Estados Unidos | 1:23.92 |       |
| 35        | 33  | Douglas Crawford          | Austrália      | 1:24.01 |       |
| 36        | 35  | Tetsuya Furuno            | Japão          | 1:24.57 |       |
| 37        | 39  | Lasha Kurtanidze          | Geórgia        | 1:27.72 |       |
| 38        | 40  | Beka Berdzenishvili       | Geórgia        | 1:28.44 |       |
| 39        | 38  | Rokas Zaveckas            | Lituânia       | 1:29.78 |       |
|           | 25  | Elliott Baralo            | Suécia         | DNF     | DNF   |

### Fase eliminatória
Os resultados da fase eliminatória se deram da seguinte maneira.

#### Oitavas de final
| Colocação | Bib | Nome              | Nacionalidade | Notas |
| --------- | --- | ----------------- | ------------- | ----- |
| 1         | 17  | Reece Howden      | Canadá        |       |
| 2         | 1   | Satoshi Furuno    | Japão         |       |
| 3         | 16  | Tim Hronek        | Alemanha      |       |
|           | 32  | Davit Tediashvili | Geórgia       | DNF   |

| Colocação | Bib | Nome             | Nacionalidade | Notas |
| --------- | --- | ---------------- | ------------- | ----- |
| 1         | 14  | Ryo Sugai        | Japão         | Q     |
| 2         | 11  | Johannes Aujeski | Áustria       | Q     |
| 3         | 2   | Fredrik Nilsson  | Suécia        |       |
| 4         | 6   | Dominik Zuech    | Itália        |       |

| Colocação | Bib | Nome                    | Nacionalidade | Notas  |
| --------- | --- | ----------------------- | ------------- | ------ |
| 1         | 14  | Erik Mobärg             | Suécia        | Q      |
|           | 30  | Mathias Graf            | Áustria       | DNF, Q |
|           | 3   | Jared Schmidt           | Canadá        | DNF    |
|           | 19  | Morgan Guipponi Barfety | França        | DNF    |

| Colocação | Bib | Nome               | Nacionalidade | Notas |
| --------- | --- | ------------------ | ------------- | ----- |
| 1         | 7   | Bastien Midol      | França        | Q     |
| 2         | 23  | Marc Bischofberger | Suíça         | Q     |
| 3         | 10  | Robert Winkler     | Áustria       |       |
| 4         | 26  | Edoardo Zorzi      | Itália        |       |

| Colocação | Bib | Nome              | Nacionalidade | Notas |
| --------- | --- | ----------------- | ------------- | ----- |
| 1         | 8   | Federico Tomasoni | Itália        | Q     |
| 2         | 9   | Tristan Takats    | Áustria       | Q     |
| 3         | 25  | Jonathan Midol    | França        |       |
| 4         | 24  | Daniel Bohnacker  | Alemanha      |       |

| Colocação | Bib | Nome                  | Nacionalidade  | Notas |
| --------- | --- | --------------------- | -------------- | ----- |
| 1         | 29  | Kevin Drury           | Estados Unidos | Q     |
| 2         | 4   | Simone Deromedis      | Itália         | Q     |
| 3         | 20  | Christopher Del Bosco | Estados Unidos |       |
| 4         | 13  | Oliver Davies         | Grã-Bretanha   |       |

| Colocação | Bib | Nome                | Nacionalidade | Notas |
| --------- | --- | ------------------- | ------------- | ----- |
| 1         | 11  | Joos Berry          | Suíça         | Q     |
| 2         | 6   | Florian Wilmsmann   | Alemanha      | Q     |
| 3         | 27  | Ryuto Kobayashi     | Japão         |       |
|           | 22  | Niklas Bachsleitner | Alemanha      | DNF   |

| Colocação | Bib | Nome                      | Nacionalidade | Notas |
| --------- | --- | ------------------------- | ------------- | ----- |
| 1         | 18  | Jonas Lenherr             | Suíça         | Q     |
| 2         | 31  | Brady Leman               | Canadá        | Q     |
| 3         | 15  | Youri Duplessis Kergomard | França        |       |
| 4         | 2   | David Mobärg              | Suécia        |       |

#### Quartas de final
| Colocação | Bib | Nome              | Nacionalidade | Notas |
| --------- | --- | ----------------- | ------------- | ----- |
| 1         | 17  | Reece Howden      | Canadá        | Q     |
| 2         | 8   | Federico Tomasoni | Itália        | Q     |
| 3         | 1   | Satoshi Furuno    | Japão         |       |
| 4         | 9   | Tristan Takats    | Áustria       |       |

| Colocação | Bib | Nome              | Nacionalidade | Notas |
| --------- | --- | ----------------- | ------------- | ----- |
| 1         | 14  | Erik Mobärg       | Suécia        | Q     |
| 2         | 6   | Florian Wilmsmann | Alemanha      | Q     |
| 3         | 30  | Mathias Graf      | Áustria       |       |
| 4         | 11  | Joos Berry        | Suíça         |       |

| Colocação | Bib | Nome             | Nacionalidade | Notas |
| --------- | --- | ---------------- | ------------- | ----- |
| 1         | 4   | Simone Deromedis | Itália        | Q     |
| 2         | 29  | Kevin Drury      | Canadá        | Q     |
| 3         | 21  | Ryo Sugai        | Japão         |       |
| 4         | 12  | Johannes Aujeski | Áustria       |       |

| Colocação | Bib | Nome               | Nacionalidade | Notas |
| --------- | --- | ------------------ | ------------- | ----- |
| 1         | 31  | Brady Leman        | Canadá        | Q     |
| 2         | 7   | Bastien Midol      | França        | Q     |
| 3         | 18  | Jonas Lenherr      | Suíça         |       |
| 4         | 23  | Marc Bischofberger | Suíça         |       |

#### Semifinal
| Colocação | Bib | Nome              | Nacionalidade | Notas |
| --------- | --- | ----------------- | ------------- | ----- |
| 1         | 17  | Reece Howden      | Canadá        | Q     |
| 2         | 4   | Simone Deromedis  | Itália        | Q     |
| 3         | 29  | Kevin Drury       | Canadá        |       |
| 4         | 8   | Federico Tomasoni | Itália        |       |

| Colocação | Bib | Nome              | Nacionalidade | Notas |
| --------- | --- | ----------------- | ------------- | ----- |
| 1         | 6   | Florian Wilmsmann | Alemanha      | Q     |
| 2         | 14  | Erik Mobärg       | Suécia        | Q     |
| 3         | 31  | Brady Leman       | Canadá        |       |
| 4         | 7   | Bastien Midol     | França        |       |

#### Final
Final B
| Colocação | Bib | Nome              | Nacionalidade | Notas |
| --------- | --- | ----------------- | ------------- | ----- |
| 5         | 29  | Kevin Drury       | Canadá        |       |
| 6         | 8   | Federico Tomasoni | Itália        |       |
| 7         | 31  | Brady Leman       | Canadá        |       |
| 8         | 7   | Bastien Midol     | França        |       |

Fina A
| Colocação         | Bib | Nome              | Nacionalidade | Notas |
| ----------------- | --- | ----------------- | ------------- | ----- |
| Medalha de ouro   | 4   | Simone Deromedis  | Itália        |       |
| Medalha de prata  | 6   | Florian Wilmsmann | Alemanha      |       |
| Medalha de bronze | 14  | Erik Mobärg       | Suécia        |       |
| 4                 | 17  | Reece Howden      | Canadá        |       |

Legenda
| Recorde mundial       | Recorde mundial (World record)               |                       | Recorde africano                      | Recorde africano (African) |                                           | Q | Classificado por posição (Qualified) |
| Recorde do campeonato | Recorde do campeonato (Championship record)  | Recorde da América    | Recorde da América (Americas)         | q                          | Classificado por melhor tempo (Qualified) |   |                                      |
| Melhor marca do ano   | Melhor marca do ano (World leading)          | Recorde asiático      | Recorde asiático (Asian)              | DNS                        | Não largou (Did not start)                |   |                                      |
| Recorde nacional      | Recorde nacional (National record)           | Recorde europeu       | Recorde europeu (European)            | DNF                        | Não terminou (Did not finish)             |   |                                      |
| Recorde pessoal       | Recorde pessoal do atleta (Personal best)    | Recorde da Oceania    | Recorde da Oceania (Oceania)          | DSQ / DQ                   | Desclassificado (Disqualified)            |   |                                      |
| Recorde da temporada  | Recorde da temporada do atleta (Season best) | Recorde sul-americano | Recorde sul-americano (South America) | NM                         | Sem marca (No mark)                       |   |                                      |